# HMS Turpin
HMS Turpin – brytyjski okręt podwodny należący do trzeciej grupy brytyjskich okrętów podwodnych typu T. Został zbudowany jako P354 w stoczni Chatham. Jak dotychczas był jedynym okrętem Royal Navy noszącym tę nazwę.
W 1965 roku sprzedany (jako jeden z trzech okrętów typu T) do Izraela jako INS „Lewiatan”. W 1978 roku złomowany.